# Schriftlinguistik
Schriftlinguistik (gelegentlich auch: Grapholinguistik) ist eine Fachdisziplin der Linguistik, die sich seit den 1980er Jahren konsolidiert hat und in der eine Reihe von unterschiedlichen Forschungstraditionen zusammenfinden, die sich unter verschiedenen Aspekten mit Schrift, Schriftsystemen, Typografie und der Bedeutung der Schrift für den Menschen befassen.

## Bedeutung der Schrift
Der Begriff Schriftlinguistik ist relativ neu: Nach Christa Dürscheid geht der Begriff vermutlich auf Dieter Nerius (1988) zurück. Dies betrifft aber lediglich den Begriff selbst; Auseinandersetzungen mit Schrift lassen sich dagegen bis in die Antike zurückverfolgen, sie wurden jedoch unter ganz unterschiedlichen Aspekten geführt. In der Linguistik des 19. und 20. Jahrhunderts war die Ansicht, dass Schrift im Verhältnis zur gesprochenen Sprache lediglich ein sekundäres Phänomen sei, weit verbreitet und als Abhängigkeitshypothese (Dependenzhypothese) bekannt. In neuerer Zeit wird das Verhältnis zwischen gesprochener und geschriebener Sprache dagegen immer häufiger so gedeutet, dass es sich um zwei eigenständige und gleichberechtigte Ausdrucksformen der Sprache handelt. Bezogen auf die geschriebene Sprache geht man dann also von einer Autonomiehypothese aus. Eine weitere Sicht dieser Zusammenhänge wird als Interdependenzhypothese vertreten.
Eine andere Bezeichnung für eine umfassende Wissenschaft von der Schrift ist das Wort Grammatologie, das durch das gleichnamige Werk  von Jacques Derrida ab 1967 bekannt geworden ist.

## Aspekte von Schrift
Folgende linguistische und paralinguistische Disziplinen und Themen haben teilweise unabhängig voneinander die Sprachwissenschaft beschäftigt und befassen sich mit Schrift:
- Graphem(at)ik
- Graphetik
- Typografie
  - Schrifttypen
  - Schriftarten
  - Schriftstile
  - Schriftsysteme
- Orthographie (Rechtschreibung)
- Schriftspracherwerb, Schriftdidaktik
- Satz (Druck)
  - Buchdruck, Fotosatz, Computersatz
- Chirographie, Kalligraphie
- Stenographie
- Schriftstatistik (quantitative Analysen von Schrifterzeugnissen), Kryptographie, Steganographie
- Schriftgeschichte, Paläographie
- Wahrnehmungspsychologie
- Graphologie (Pseudowissenschaft)